# Karl Carstens

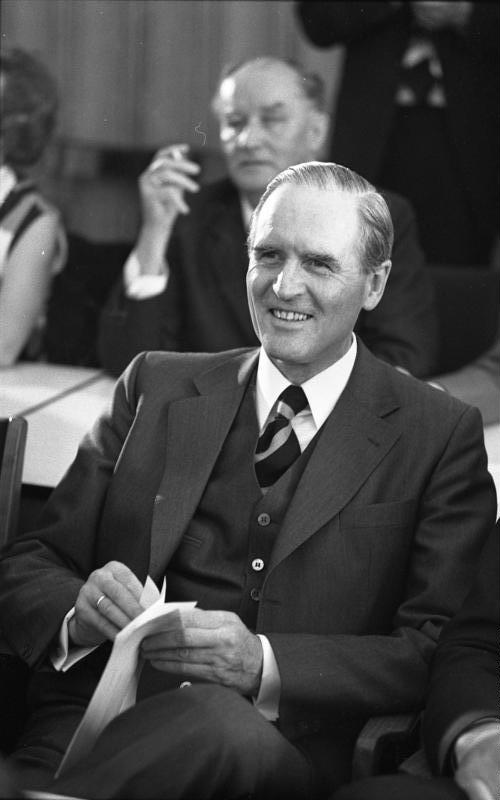
Fostul președinte al Germaniei, Karl Carstens.

Karl Carstens (n. 14 decembrie 1914, Bremen, Germania – d. 30 mai 1992, Meckenheim, Renania de Nord-Westfalia, Germania) a fost un jurist și om politic german, care a îndeplinit funcția de președinte al Germaniei de Vest (oficial Republica Federală Germană, RFG/BRD) în perioada 1979–1984.

## Biografie
El a fost secretar de stat la Ministerul Federal de Externe, la Ministerul Federal al Apărării și șef al Cancelariei Federale între 1960 și 1969. Între 1972 și 1979 a fost membru al Bundestagului, unde a fost lider al opoziției între 1973 și 1976, în calitate de președinte al grupului parlamentar CDU/CSU. Ulterior a fost președinte al Bundestagului până în 1979. Între 1979 și 1984 a fost cel de-al cincilea președinte al Republicii Federale Germania.